# Балотиће
Балотиће (ранији назив Балотићи) је насеље у општини Рожаје у Црној Гори. Према попису из 2003. било је 785 становника (према попису из 1991. било је 971 становника).

## Демографија
У насељу Балотићи живи 505 пунолетних становника, а просечна старост становништва износи 28,6 година (29,6 код мушкараца и 27,7 код жена). У насељу има 149 домаћинстава, а просечан број чланова по домаћинству је 5,27.
Ово насеље је великим делом насељено Бошњацима (према попису из 2003. године).
|  |

| Демографија | Демографија | Демографија |
| Година      | Становника  | Становника  |
| ----------- | ----------- | ----------- |
|             |             |             |
|             |             |             |
|             |             |             |
|             |             |             |
| 1948.       | 772         |             |
| 1953.       | 862         |             |
| 1961.       | 909         |             |
| 1971.       | 735         |             |
| 1981.       | 886         |             |
| 1991.       | 971         | 938         |
| 2003.       | 916         | 785         |
|             |             |             |

| Етнички састав према попису из 2003.‍ | Етнички састав према попису из 2003.‍ | Етнички састав према попису из 2003.‍ | Етнички састав према попису из 2003.‍ | Етнички састав према попису из 2003.‍ |
| ------------------------------------ | ------------------------------------ | ------------------------------------ | ------------------------------------ | ------------------------------------ |
|                                      |                                      |                                      |                                      |                                      |
| Бошњаци                              | Бошњаци                              |                                      | 776                                  | 98,85%                               |
| Муслимани                            | Муслимани                            |                                      | 7                                    | 0,89%                                |
| Албанци                              | Албанци                              |                                      | 2                                    | 0,25%                                |
| непознато                            | непознато                            |                                      | 0                                    | 0,0%                                 |

| Година пописа     | 1948. | 1953. | 1961. | 1971. | 1981. | 1991. | 2003. |
| ----------------- | ----- | ----- | ----- | ----- | ----- | ----- | ----- |
| Број домаћинстава | 123   | 140   | 137   | 114   | 132   | 158   | 159   |

| Број чланова      | 1   | 2 | 3  | 4  | 5  | 6  | 7  | 8  | 9  | 10 и више | Просек |
| ----------------- | --- | - | -- | -- | -- | -- | -- | -- | -- | --------- | ------ |
| Број домаћинстава | 149 | 6 | 18 | 12 | 18 | 30 | 28 | 13 | 10 | 5         | 9      |

| Пол    | Укупно | Неожењен/Неудата | Ожењен/Удата | Удовац/Удовица | Разведен/Разведена | Непознато |
| ------ | ------ | ---------------- | ------------ | -------------- | ------------------ | --------- |
| Мушки  | 282    | 114              | 153          | 11             | 2                  | 2         |
| Женски | 272    | 84               | 159          | 25             | 4                  | 0         |
| УКУПНО | 554    | 198              | 312          | 36             | 6                  | 2         |

| Пол    | Укупно                    | Пољопривреда, лов и шумарство | Рибарство                            | Вађење руде и камена | Прерађивачка индустрија       |
| ------ | ------------------------- | ----------------------------- | ------------------------------------ | -------------------- | ----------------------------- |
| Мушки  | 119                       | 86                            | 0                                    | 0                    | 4                             |
| Женски | 34                        | 31                            | 0                                    | 0                    | 0                             |
| УКУПНО | 153                       | 117                           | 0                                    | 0                    | 4                             |
| Пол    | Производња и снабдевање   | Грађевинарство                | Трговина                             | Хотели и ресторани   | Саобраћај, складиштење и везе |
| Мушки  | 1                         | 2                             | 2                                    | 0                    | 2                             |
| Женски | 0                         | 0                             | 0                                    | 0                    | 0                             |
| УКУПНО | 1                         | 2                             | 2                                    | 0                    | 2                             |
| Пол    | Финансијско посредовање   | Некретнине                    | Државна управа и одбрана             | Образовање           | Здравствени и социјални рад   |
| Мушки  | 0                         | 0                             | 3                                    | 6                    | 0                             |
| Женски | 0                         | 0                             | 0                                    | 0                    | 0                             |
| УКУПНО | 0                         | 0                             | 3                                    | 6                    | 0                             |
| Пол    | Остале услужне активности | Приватна домаћинства          | Екстериторијалне организације и тела | Непознато            | Непознато                     |
| Мушки  | 5                         | 0                             | 0                                    | 8                    | 8                             |
| Женски | 1                         | 0                             | 0                                    | 2                    | 2                             |
| УКУПНО | 6                         | 0                             | 0                                    | 10                   | 10                            |